# Marian Tomasz Goliński
Marian Tomasz Goliński (Radom; 16 de Julho de 1949 — 11 de junho 2009) é um político da Polónia. Ele foi eleito para a Sejm em 25 de Setembro de 2005 com 5408 votos em 40 no distrito de Koszalin, candidato pelas listas do partido Prawo i Sprawiedliwość.
Ele também foi membro da Sejm 1997-2001.